# Arxipèlag de Zanzíbar

L'arxipèlag de Zanzíbar (àrab: أرخبيل زنجبار, arẖabīl Zanjibār; suahili: Funguvisiwa la Zanzibar), també conegut com les Illes de les Espècies, està format per diverses illes situades a la costa meridional d'Àfrica oriental, al sud del Mar de Somàlia. D'entre les nombroses illes que l'integren, n'hi ha quatre que es consideren principals: Unguja -també coneguda com Zanzíbar-, Pemba -antigament coneguda com Al-Khudra (La Verda)- i Mafia, on hi ha població estable, i Latham -també coneguda com Fungu Kizimkazi-, una illa de corall on crien diverses espècies marines.

L'Arxipèlag de Zanzíbar

La major part de l'arxipèlag forma part de la regió semiautònoma de Zanzíbar -integrada a Tanzània. En canvi, l'Illa de Mafia i les illes associades formen part de la Regió de Pwani, situada al continent.

## Toponímia
El nom Zanzíbar va ser donat a l'Edat mitjana pels navegants perses que designaven la regió costanera de l'Àfrica oriental, inclòs l'arxipèlag de Zanzíbar, sota el terme Zangibar o Zanğibar, que significa  la terra dels negres (de zang o zanğ, negre, i barra, terra, país) o fins i tot barra que significa  ple ,  abundància , o bé  Negres en abundància en persa antic.
Van ser els portuguesos els que, durant les seves expedicions per l'Àfrica els segles XV i XVI donaran a conèixer l'arxipèlag amb el seu nom actual, ja que es tracta d'una transcripció portuguesa del nom àrab (forma testimoniada per Duarte Barbosa el 1516).
Durant l'Antiguitat, l'arxipèlag era conegut amb els noms de Tangenae per Plini el Vell, Azania per Ptolemeu i Zingion per Cosme Indicopleustes, tots aquests noms manllevats dels àrabs, particularment de les llengües sud-àrabs (sobretot la llengua sabea del Regne de Sabà, de la qual l'arxipèlag era una possessió segons la llegenda) Va ser anomenat Zenj pels comerciants d'esclaus àrabs, paraula amb la qual també designaven els habitants de la costa est d'Àfrica i d'on prové el nom de Zanzíbar.

## Geografia

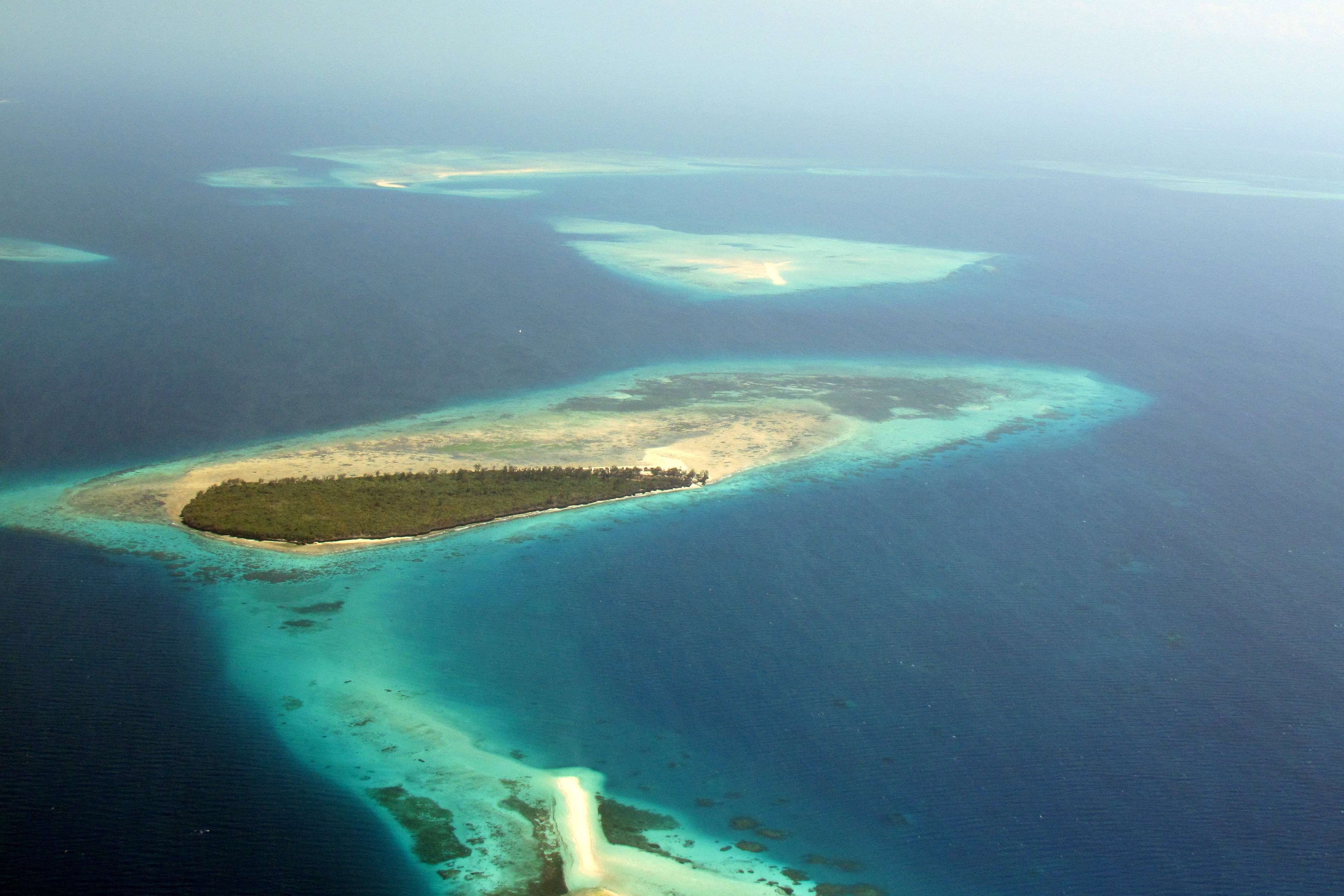
Vista aèria de l'illa Bawe envoltat d’esculls de corall davant de la costa de la ciutat de Zanzíbar a l'illa d’Unguja.

Zanzíbar és un arxipèlag de Tanzània situat a l'oceà Índic, al llarg de la costa oriental d’Àfrica, al costat de la Tanzània continental. Acompanyades per altres petites illes, illots i esculls de corall, tres illes principals formen aquest arxipèlag: Unguja, Pemba i Mafia.
Unguja, també equivocadament anomenada Zanzíbar, és l'illa principal de l'arxipèlag. Situat al seu centre, està separat de Tanzània pel canal de Zanzíbar i acull la ciutat més gran de l'arxipèlag: Zanzíbar. L'illa de Pemba, separada de Tanzània pel canal de Pemba, és l'illa gran més septentrional de l'arxipèlag mentre que l'illa de Mafia, separada de Tanzània pel canal de Mafia, és l'illa més gran i més al sud.
Les illes són baixes, amb l'altitud màxima de l'arxipèlag de 130 metres a la serralada de Koani a l'illa d'Unguja, i estan parcialment envoltades d’esculls de corall que formen llacunes. El seu litoral de vegades està extremadament dissecat en penínsules i badies, formant nombrosos ports i badies naturals.

### Clima
L'arxipèlag de Zanzíbar té un clima equatorial caracteritzat per dues estacions de pluges: la més gran (masika) té lloc de març a finals de maig i la més petita (vuli) de mitjans d'octubre a desembre. Entre les dues hi ha una estació seca, principalment de juny a octubre. Febrer és el més calorós i l'agost és el més fresc. Al ser les illes massa properes a l'equador, no estan subjectes al pas dels ciclons tropicals.

### Llista d'illes

Illes Unguja i Pemba

### Illes principals

Mapa d'Unguja

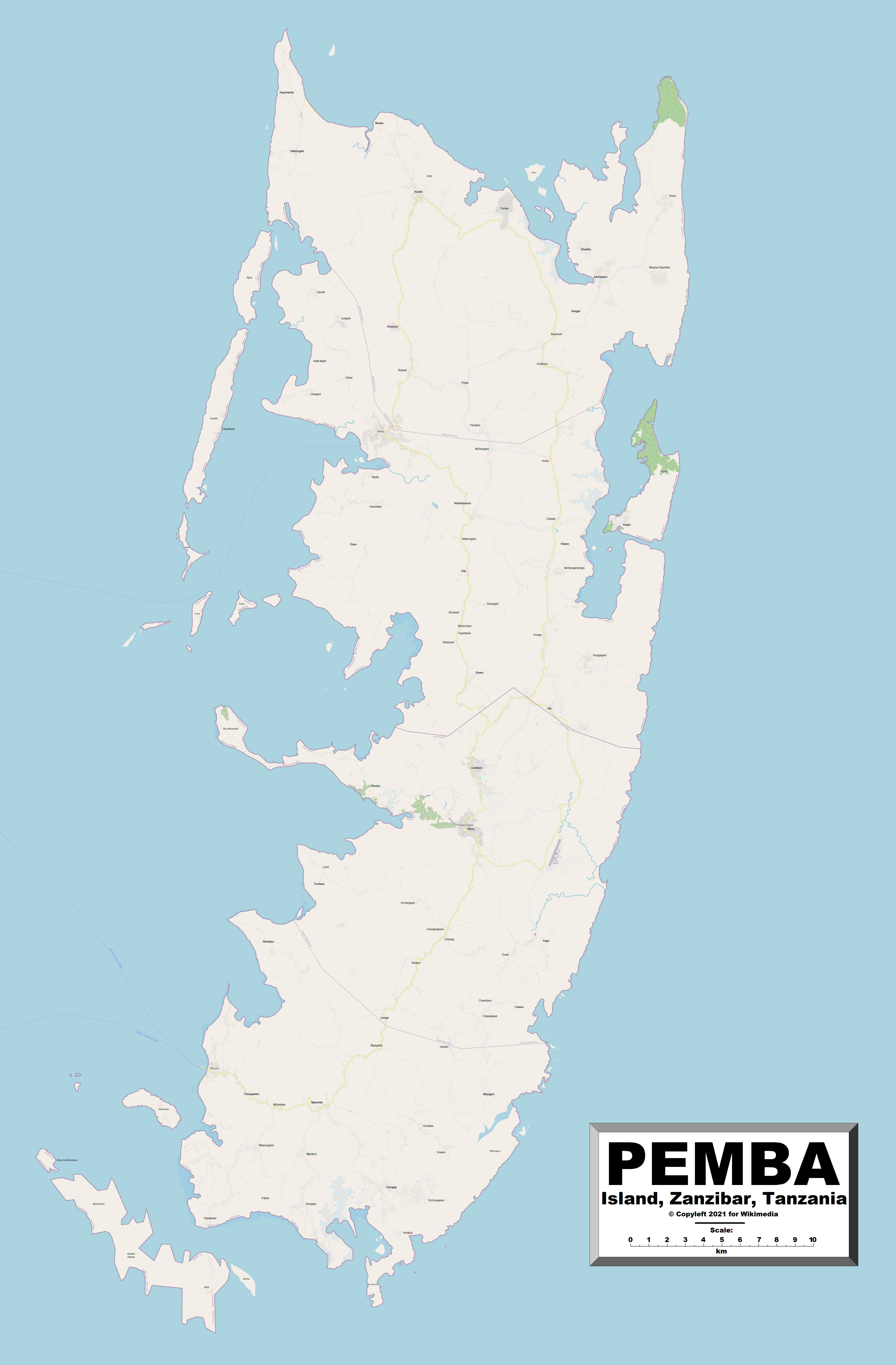
Mapa de Pemba

- Unguja: és l'illa més gran (1.666 km²). Col·loquialment, es coneix com Zanzíbar. El 2012 tenia 896.721 habitants;[6]
- Pemba: la segona illa més extensa (988 km²). El 2012 tenia 406.808 habitants;[6]
- Latham: és minúscula (0,03 km²) i inhabitada. També se la coneix per Fungu Kizimkazi;[7]
- Mafia: és la tercera illa més gran (435 km²) i força més meridional que la resta. El 2012 tenia 46.850 habitants.[6]

### Illes al voltant d'Unguja
- Bawe
- Changuu
- Chapwani
- Chumbe
- Daloni
- Kwale
- Miwi
- Mnemba - habitada (propietat privada)
- Bancs de sorra de Murogo
- Nyange
- Pange
- Popo
- Pungume
- Sume
- Tele
- Tumbatu - habitada
- Ukombe
- Uzi - habitada a temporades
- Vundwe

### Illes al voltant de Pemba[8]
- Fundo - habitada
- Funzi
- Jombe
- Kashani
- Kisiwa Hamisi
- Kisiwa Kamata
- Kisiwa Mbali
- Kisiwa N´gombe
- Kojani - habitada
- Kokota - habitada
- Kuji
- Illeta Kwata
- Makoongwe - habitada
- Matumbi Makubwa
- Matumbini
- Misali
- Njao
- Panani
- Panza - habitada
- Shamiani - habitada
- Sumtama
- Uvinje - habitada
- Vikunguni

## Història

### Fins l'edat mitjana
Els primers rastres d'assentaments humans daten de l'LSA. En el curs de l'expansió bantú, de parla bantú Bantu-speaking es van imposar a les illes.
Els comerciants que van recórrer l'illa en el segle VIII van anomenar a la costa de les illes (en àrab). Amb ells va arribar la religió encara predominant avui dia, l'Islam. Com a conseqüència de les dificultats de comunicació entre els comerciants i els habitants de la costa, es va desenvolupar una nova llengua: el swahili, també conegut com swaheli o swahili (habitants de la costa), una mescla d'àrab i les llengües bantús dels pobles indígenes, per la qual cosa la llengua continuava sent una llengua de classe africana quant a estructura, amb un vocabulari originari de l'àrab entorn del 30 %, però que també integrava paraules de l'anglès, l'alemany i diverses llengües índies.
El segle X es van establir comerciants perses. Són els avantpassats dels Shirasi.
El segle x, els àrabs havien establert assentaments a la regió, que es van convertir en florents repúbliques. Quan Vasco da Gama va visitar Zanzíbar el 28 de gener de 1499, va trobar ciutats ben construïdes i riques que mantenien comerç amb l'Índia.
El 1503, el portuguès Ruy Lourenço Ravasco va desembarcar a Unguja i va construir allí un lloc comercial. Zanzíbar va quedar subjecta a tribut i el 1505 João Homere va prendre plena possessió portuguesa. Els anys següents, els portuguesos van controlar tot el comerç de l'oceà Índic.
Cap a finals del segle xvii, els portuguesos van perdre totes les seves possessions al nord de Moçambic a les mans del Imam de Mascate; Zanzíbar es va perdre en 1698. Sota el domini de l'imant, el país es va desintegrar en nombrosos petits estats i comunitats.

### Sota el domini dels àrabs d'Oman
Els segles XVII a XIX, sota el govern del Sultà d'Oman, Zanzíbar va ser un centre de tràfic d'esclaus d'Àfrica oriental. Durant segles, l'illa plana de Unguja (la major illa d'Àfrica Oriental després de Madagascar) va ser un dels centres comercials més importants de l'Oceà Índic. El tràfic d'esclaus i el comerç d'ivori i, a partir de 1818, el cultiu de clau van fer de l'illa un lloc ric, famós, notori i desitjable. A canvi, els amos musulmans de Zanzíbar depenien de la compra d'armes de foc i municions per a poder imposar les estructures de domini de l'esclavitud (comerç i caça d'esclaus i caravanes d'esclaus) a l'interior d'Àfrica.
A partir del segle XVIII, els àrabs van exercir una influència cada vegada major a l'illa de Unguja, de gran importància estratègica. El principal negoci era el tràfic d'esclaus, que funcionava com a comerç de trànsit entre les illes. A principis del segle XIX es comerciava anualment amb entre 6.000 i 10.000 esclaus. Es calcula que els esclaus constituïen el 75% de la població total.

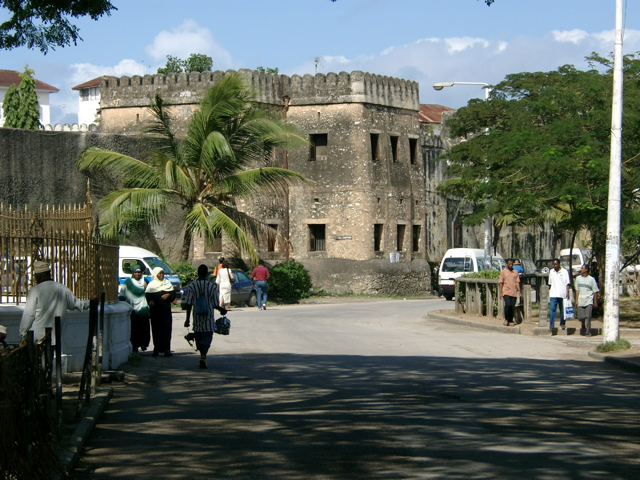
L'antic fort de Stone Town, en Zanzibar.

Des de 1784, el sultà de Mascate governava l'illa de Unguja directament a través d'un governador. No obstant això, aquests governadors i els de la costa oriental africana es van fer cada vegada més independents, però van ser sotmesos de nou pel sultà Sayyid Saʿîd. El 1829 va caure Mombasa, i en 1837 també va caure Zanzíbar per traïció. El 1829, el sultà va establir la primera plantació de clau en Unguja.

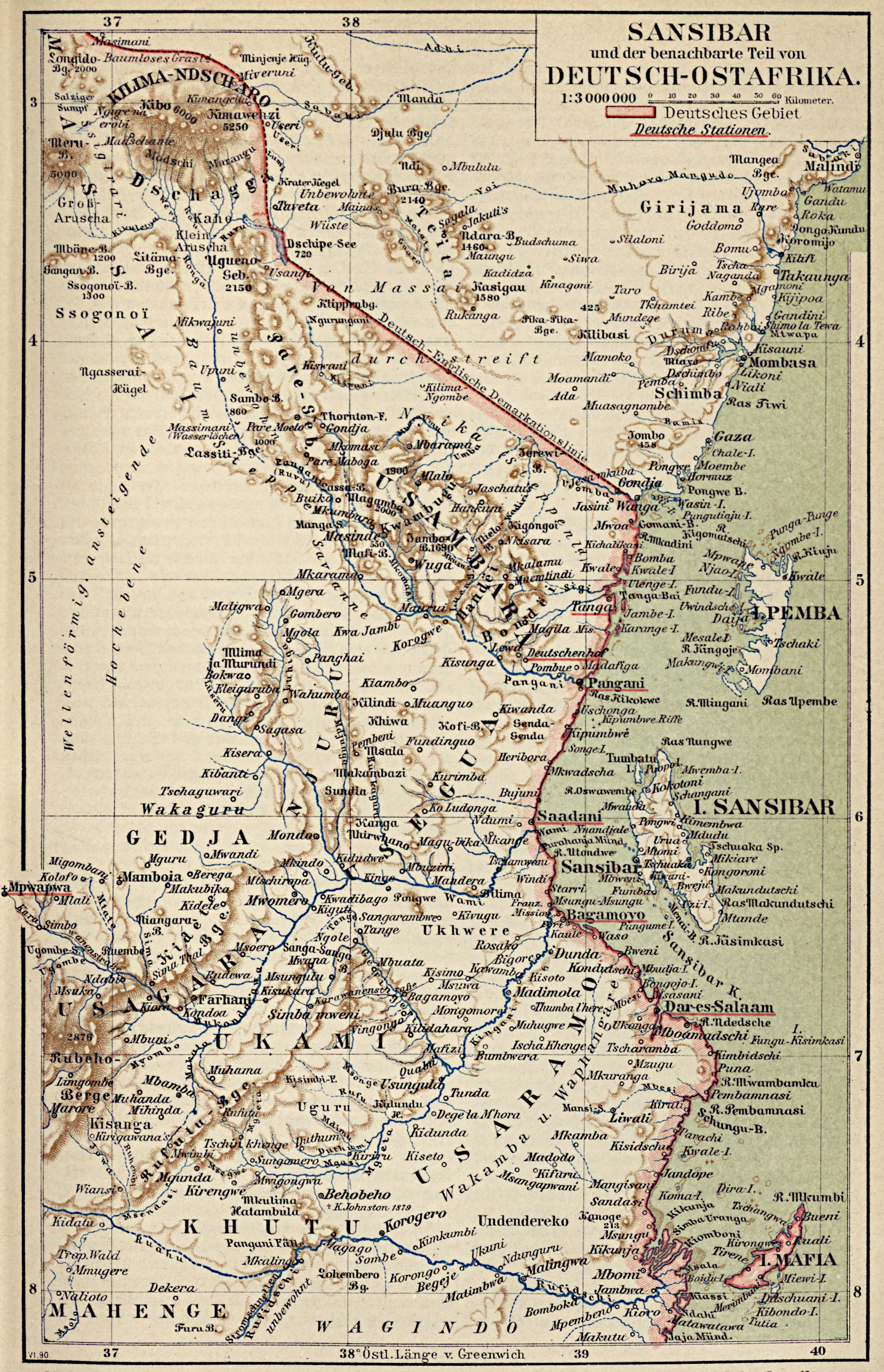
Mapa històric (c. 1890)

El 1832, inicialment de manera provisional, i finalment en 1840, el sultà va decidir traslladar la cort omaní a Zanzíbar. Durant aquesta època, van arribar a Zanzíbar comerciants europeus i estatunidencs. Els Estats Units d'Amèrica van ser el primer país occidental a obrir un consolat en 1837. El consolat britànic li va seguir en 1841 i el francès en 1844. Això va significar que el Sultánat també va ser reconegut internacionalment.
Després de la mort de Sayyid Saʿīd (dinastia Bū-Saʿīd) el 1856, el sultanat va quedar dividit. El seu fill Sayyid Mâdjid es va convertir en Sultà de Zanzíbar. Després de la seva mort, el 7 d'octubre de 1870, un germà menor del sultà, Barghash ibn Saʿîd, es va convertir en sobirà del territori i, a la seva mort en 1888, li va succeir el seu segon germà, Sayyid Jalifa ibn Said.
Cap a 1870, el domini del sultanat de Zanzíbar sobre Àfrica Oriental s'havia estès terra endins fins a l'altre costat del llac Tanganica. Això va provocar un conflicte d'interessos amb la German East African Society, que va començar a adquirir drets de domini en el continent a partir de 1884. L'1 de novembre de 1886, una comissió germà-britànica va definir les fronteres de les possessions continentals de Zanzíbar. En conseqüència, havien d'abastar una franja costanera de deu milles nàutiques d'ample des de Cap Prim (avui Moçambic) fins a Kipini (avui Kenya) amb totes les illes costaneres i les ciutats de Kismaayo, Baraawe, Merka, Mogadiscio i Warsheikh en l'actual Somàlia. El representant britànic en aquesta comissió va ser el posterior mariscal de camp Horatio Herbert Kitchener. El 1887/89, la costa del que més tard es convertiria en Kenya va ser arrendada a la Companyia Imperial Britànica d'Àfrica Oriental i administrada pels britànics fins a la independència. La secció costanera del sud va ser arrendada als alemanys el 1888 i venuda a aquests el 28 d'octubre de 1890. Les ciutats del nord es van arrendar a Itàlia el 1892 i es van vendre el 1906 (Mogadiscio no es va vendre fins a 1924).
Els britànics, que ja s'havien establert a l'illa abans de la Conferència d'Àfrica, van obligar al sultà Barghash ibn Saʿîd a posar fi al comerç d'esclaus el 1873. No obstant això, el sultà va permetre que continués extraoficialment, de manera que es va desenvolupar un mercat negre d'esclaus, que va existir fins a 1897 i va continuar reportant elevats ingressos a la classe alta àrab.
Zanzíbar va ser també un important centre d'erudició islàmica en aquesta època. Un dels erudits més importants que treballava aquí era Ahmad ibn Sumait de les Comores, que va ser nomenat Qadi de Zanzíbar pel sultà Barghash el 1883. Ibn Sumait, que era un apassionat partidari de l'escola shafiíta va entrar en conflicte amb el sultà ibadi en 1886 i va fugir del país. Sultà en 1886 i va fugir del país, però va tornar a Zanzíbar en 1888 després de la seva mort i va ser nomenat de nou Qadi. Com molts altres erudits islàmics de la seva època, Ibn Sumait es va veure influït per les idees reformistes de Muhammad Abduh, encara que no va compartir el seu rebuig al sufisme, sinó que va defensar la seva ordre, la Tarīqa ʿAlawīya, enfront dels atacs dels erudits reformistes. Zanzíbar també es va convertir en un centre de difusió de l'ordre Qādirīya a la fi del segle XIX, després que dos xeics de Baraawe, ʿAbd al-ʿAzīz al-Amawī (1838-1896) i el xeic Uwais ibn Muhammad (1847-1909), l'havien introduït aquí. El xeic Mjana Kheri, deixeble del xeic Uwais, va difondre l'ordre Qādirīya entre els esclaus de les plantacions de Zanzíbar per la mateixa època.
Amb el bombardeig de Zanzíbar el 1896, l'arxipèlag va ser l'escenari de la guerra més curta de la història, que va durar 38 minuts i va enfrontar els soldats britànics als soldats de l'illa d'Unguja.

### Estatut polític
Quan Tanzània es va formar per la unió dels Estats de Tanganyica i Zanzíbar, l'arxipèlag va quedar unit sota el mateix país i dividit en sis regions: Pemba nord i Pemba sud a l'illa de Pemba, Regió de Zanzibar Central-Sud, Regió de Zanzibar Nord i Regió de Zanzibar Urbà-Oest a l'illa d'Unguja que formen l'entitat administrativa autònoma del govern revolucionari de Zanzíbar mentre que l'illa de mafia està adjunta a la regió de Pwani.

## Demografia
|           | 23 agost 2022 |
| 1.303.569 | 1.889.773     |

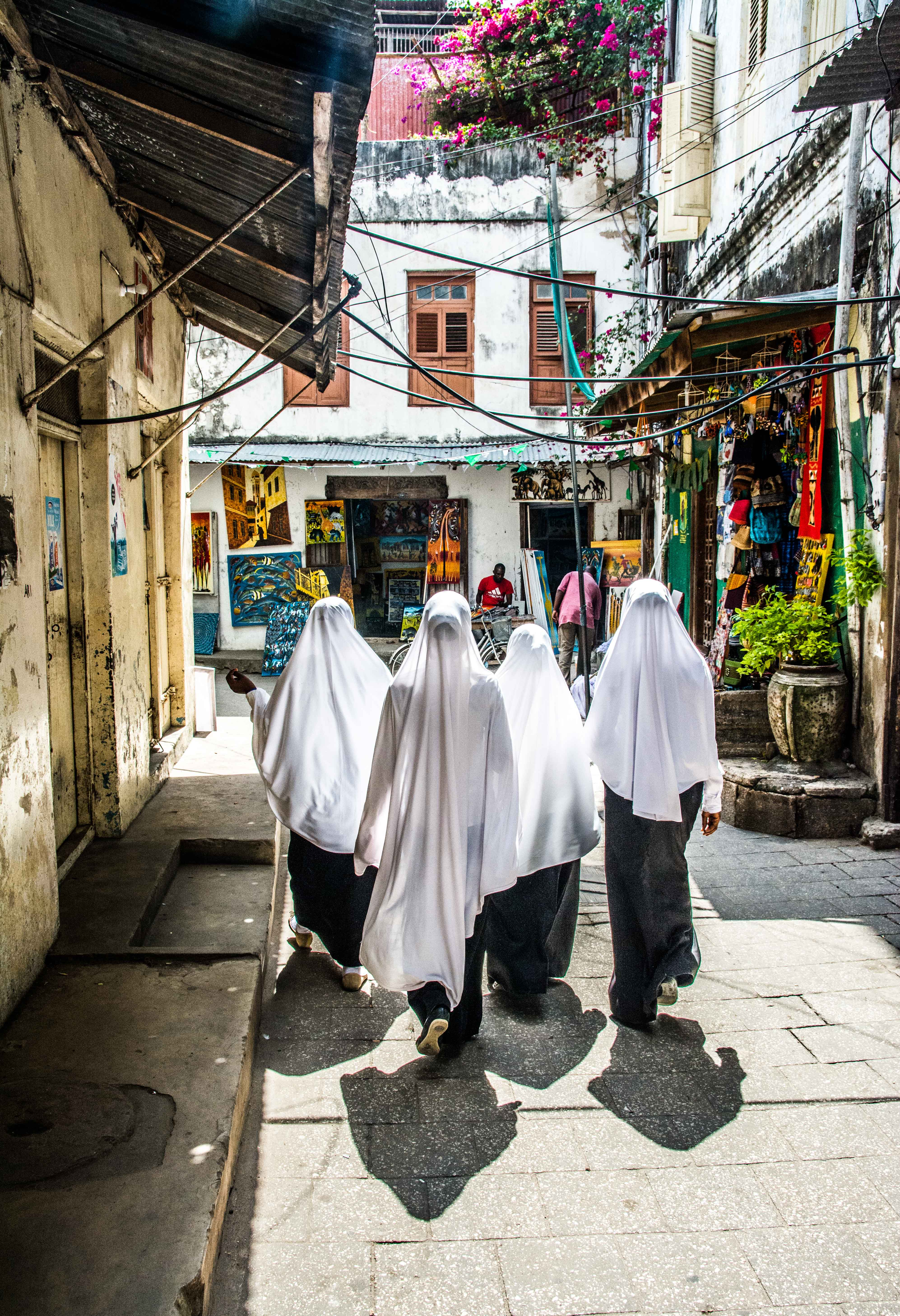
Estudiants en un carrer de Zanzíbar.

La majoria dels habitants i la infraestructura de les illes Unguja i Pemba es troben a les parts occidentals de les illes, amb el corall que impedeix l'agricultura a les parts orientals. La ciutat principal de l'arxipèlag i capital del Govern Revolucionari de Zanzíbar és Zanzíbar situada a l'illa d'Unguja.
El 99 % de la població de Zanzíbar és musulmana.

## Agricultura

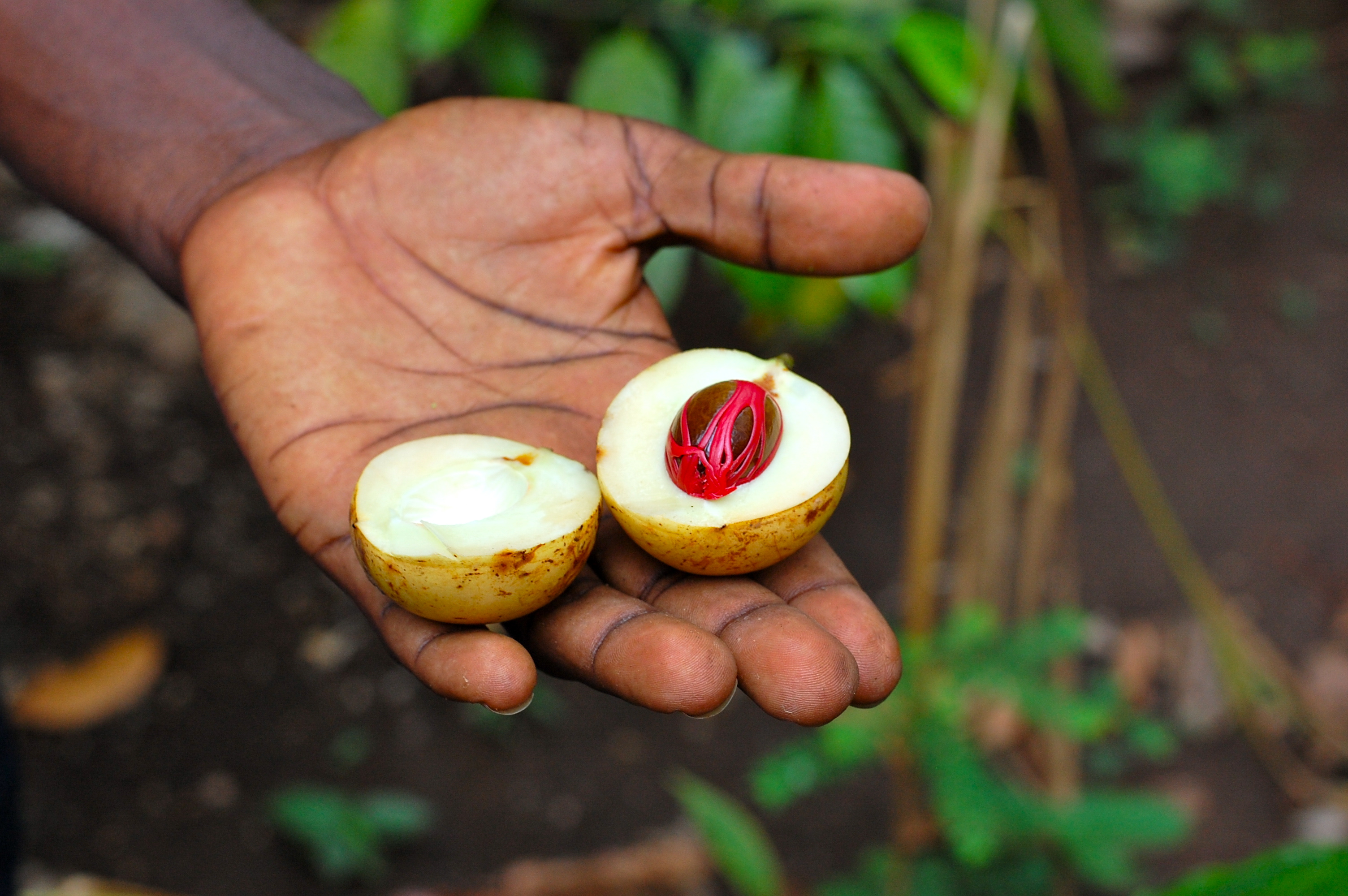
Nou moscada fresca en una granja d'espècies.

Els principals conreus a les illes d’Unguja i Pemba són els claus (a l'oest de les illes), l'arròs i els cocoters (només a Unguja). L'est de les illes és poc propici per a l'agricultura per la presència d'un sòl de corall prim que només permet la formació de sabanes i matolls.
Les indústries de processament de clau i coco es troben a Unguja, Zanzíbar.

## Cultura
Jules Verne va fer de Zanzíbar el punt de partida de l'expedició d'exploració que va conduir a les fonts del Nil a la seva novel·la d'aventures Cinc setmanes en globus publicada el 1863.
Rimbaud, Conrad i Kessel també van fantasejar amb Zanzíbar però no van poder anar-hi
Siti binti Saad, cantant de l'arxipèlag nascuda l'any 1880, és la primera intèrpret twarab de parla suahili, en el cim de la seva glòria als anys trenta.
Freddie Mercury - nom artístic de Farrokh Bulsara - cantant llegendari del grup Queen, va néixer el 5 setembre 1946 a Stone Town, protectorat de Zanzíbar (i va morir a Londres el 24 novembre 1991).
El videojoc Metal Gear 2 Solid Snake, llançat l'any 1990, té lloc al país fictici de Zanzíbar Land, homònim de l'arxipèlag, però situat a l'Àsia central.
Abdulrazak Gurnah, nascut l'any 1948 a Zanzíbar, i després d'haver hagut de fugir al Regne Unit als divuit anys, rep el Premi Nobel de Literatura 2021 pel seu treball destacant el colonialisme i, segons el comitè Nobel, pel seu relat empàtic i intransigent sobre els efectes del colonialisme i el destí dels refugiats atrapats entre cultures i continents.